# Dick Allen
Richard Anthony Allen (Wampum, Pensilvania, 8 de marzo de 1942-Wampum, Pensilvania, 7 de diciembre de 2020), más conocido como Dick Allen, fue un jugador profesional estadounidense de béisbol que se desempeñó en la posición de primera base en las Grandes Ligas de Béisbol (MLB). Logró obtener el premio MVP (jugador más valioso).

## Carrera
Allen jugó como profesional siete temporadas en Philadelphia Phillies (1963-1969), después pasó por varios equipos, St. Louis Cardinals (1970), Los Angeles Dodgers (1971), Chicago White Sox (1972-1974), Philadelphia Phillies (1975-1976), y finalmente, se unió a Oakland Athletics, donde jugó una temporada (1977), y fue el equipo en el que se retiró.

## Premios
Fue galardonado con el MVP (jugador más valioso) en una oportunidad (1972).